# Beraunita
La beraunita és un mineral de la classe dels fosfats que pertany i dona nom al grup de la beraunita. Va ser anomenada així per August Breithaupt amb el nom del lloc on va ser descoberta l'any 1841, a la mina Hrbek, Svatá Dobrotivá, Beroun, Bohèmia Central, República Txeca.

## Característiques
La beraunita és un fosfat de ferro. Ençà del seu descobriment la seva fórmula química era: Fe2+Fe3+
5(PO₄)₄(OH)₅·6H₂O, però l'any 2021 l'espècie va ser redefinida per l'Associació Mineralògica Internacional, qui va establir una de nova: Fe3+
6(PO₄)₄O(OH)₄·6H₂O. A partir d'aquest nou estudi l'eleonorita resta desacreditada ja que és idèntica a la beraunita, passant a ser un sinònim d'aquesta espècie. La fórmula química de la beraunita va tornar a ser actualitzada l'any 2025 a Fe3+
6(PO₄)₄O(OH)₄(H₂O)₄·2H₂O, degut a que a partir del mes de juliol de 2025 canvia la manera en que es mostren les molècules d'aigua a les fórmules depenent si els oxígens pertanyen a algun poliedre de coordinació o no.
Cristal·litza en el sistema monoclínic i es presenta en forma de petits agregats radiadolaminars de color que varia entre el vermell i el marró vermellós o marró verdós fosc, verd o verd-gris. També s'hi pot trobar formant crostes o agregats globulars. La seva ratlla és groga o de color marró verd, i té una duresa entre 3 i 4 a l'escala de Mohs. Exposada a l'aire s'altera fins a transformar-se en limonita. Existeix una "varietat" oxidada de beraunita anomenada oxiberaunita, possiblement una espècie vàlida.
Segons la classificació de Nickel-Strunz, la beraunita pertany a «08.DC: Fosfats, etc. només amb cations de mida mitjana, (OH, etc.):RO₄ = 1:1 i < 2:1» juntament amb els següents minerals: nissonita, eucroïta, legrandita, strashimirita, arthurita, earlshannonita, ojuelaïta, whitmoreïta, cobaltarthurita, bendadaïta, kunatita, kleemanita, bermanita, coralloïta, kovdorskita, ferristrunzita, ferrostrunzita, metavauxita, metavivianita, strunzita, gordonita, laueïta, mangangordonita, paravauxita, pseudolaueïta, sigloïta, stewartita, ushkovita, ferrolaueïta, kastningita, maghrebita, nordgauïta, tinticita, vauxita, vantasselita, cacoxenita, gormanita, souzalita, kingita, wavel·lita, allanpringita, kribergita, mapimita, ogdensburgita, nevadaïta i cloncurryita.

## Formació i jaciments
És un mineral que procedeix de l'alteració de la vivianita. Sol trobar-se en mines de ferro associades a altres minerals d'aquest metall, a més de zones d'alteració de fil·lites en les pegmatites granítiques. Sol trobar-se associada a altres minerals com: cacoxenita, dufrenita, ferristrunzita, ferrostrunzita, frondelita, hureaulita, laueïta, leucofosfita, limonita, mitridatita, rockbridgeïta, stewartita, strunzita, trifilita, vivianita o wavel·lita.
A més de la mina Hbrek, la beraunita també ha estat trobada a altres indrets de la República Txeca, Alemanya, Austràlia, Àustria, Bèlgica, el Brasil, el Camerún, Espanya, els Estats Units, França, Hongria, Irlanda, Itàlia, el Japó, Mali, el Marroc, els Països Baixos, Polònia, Portugal, el Regne Unit i Rússia. A Catalunya ha estat trobada a la pedrera del Turó de Montcada, a Montcada i Reixac (Vallès Oriental) i a les mines Rocabruna, a Bruguers, a Gavà (Baix Llobregat), ambdues a la província de Barcelona; i a Cornudella de Montsant (Priorat, Tarragona).